# Coming Up
Coming Up este cel de-al treilea album al trupei britanice de rock alternativ Suede, lansat pe data de 2 septembrie 1996, și primul album lansat alături de noul membru, clăparul Neil Codling (care contribuie de altfel la două cântece de pe album, „Starcrazy” și „The Chemistry Between Us”). A reprezentat un succes masiv din punct de vedere comercial (peste un milion patru sute de copii vândute în întreaga lume), și s-a clasat pe locul 1 în Marea Britanie.
Coperta albumului este concepută de Brett Anderson, Nick Knight și Peter Saville, iar cele trei siluete aparțin unor modele pe nume Lee, Leigh și Paula. Lee a apărut și în videoclipul piesei „Trash”, și în seria „Boyz Unlimited”, scrisă de fratele lui Mat Osman, Richard.

## Lista melodiilor
1. „Trash”  – 4:06
2. „Filmstar”  – 3:25
3. „Lazy” – 3:19
4. „By the Sea” – 4:15
5. „She”  – 3:38
6. „Beautiful Ones”  – 3:50
7. „Starcrazy” – 3:33
8. „Picnic by the Motorway”  – 4:45
9. „The Chemistry Between Us” – 7:04
10. „Saturday Night”  – 4:32

## Lirică și stiluri abordate
Din punct de vedere instrumental, Coming Up are un sound mai accesibil, care se apropie mai mult de pop, distingându-se de primele două albume - ca rezultat, toate cele cinci single-uri lansate au pătruns în top 10 în Marea Britanie. Versurile aveau o tentă ironică vizibilă, vorbind despre cultura hedonistică de la mijlocul anilor '90.
Albumul se deschide cu „Trash”, primul single, care vorbește despre „iubiții de pe străzi” (the lovers on the streets) care sunt distanțați de restul lumii, lumea care este explorată din plin mai departe, și biciuită pentru obsesiile legate de celebrități (precum în violentul și paranoicul „Starcrazy”, sau în „She”). Se vorbește și despre neplăcerile cauzate de faimă („Filmstar”, un cântec despre natura faimei, despre schimbarea propriului nume și despre încercarea de a afla ce ți-a mai rămas după toate acestea). „Beautiful Ones” este un cântec care poate fi de asemenea interpretat ca o ironie la adresa celebrităților, însă Brett Anderson a declarat că l-a scris pentru prietenii săi.
Nu lipsesc nici referirile la droguri, atât de obișnuite în versurile Suede („She” - She, sh-shaking up the karma / She's injecting marijuana, „The Chemistry Between Us”). Albumul se încheie într-o notă cu totul neașteptată, optimistă și tandră, cu melodia „Saturday Night”.

## Recenzii
Recenziile ce se pot găsi sunt în majoritate favorabile; un pasaj reprezentativ: „După cel de-al doilea album, impresionant, dar dificil în același timp, s-au întors la rădăcini și au făcut un album clasic de pop. [...] Un lucru plăcut la acest album este simplitatea sa”. Un minus este considerată repetitivitatea la nivel instrumental, ca și versurile stângace pe alocuri.
În 2000, revista Q a plasat Coming Up pe locul 96 în lista (alcătuită de ei) a celor mai bune 100 albume britanice lansate vreodată.

## Poziții în topuri
- 1 (UK Albums Chart)
- 1 (Suedia)
- 3 (Norvegia)
- 4 (Finlanda)
- 17 (SUA)